# Monsters, Inc. Scream Team
Monsters, Inc. Scream Team — платформер, изданный Sony Computer Entertainment для первой и второй PlayStation, а также и для Microsoft Windows основанная на анимационном фильме 2001 года Корпорация монстров . В 2011 году игра стала доступна для скачивания в PlayStation Store. Данный платформер получил смешанные отзывы критиков.

## Геймплей
Игроку даётся возможность управлять двумя персонажами на выбор: Салли или же Майком. Цель игрока — пугать роботизированных детей и собирать их крики. Игра представляет собой платформер, в котором игроку предстоит исследовать миры Острова Страха.
Игроку придётся собирать банки со слизью, которые будут заполнять его страхометр. Чем больше слизи игрок соберёт, тем больше детей он сможет напугать (роботы делятся по цвету). Если игрок подойдёт к роботу и у него будет недостаточно слизи (не будет соответствующей цветной полосы в страхометре), то аниматроник просто посмеётся над ним. Когда игрок подходит к роботу, чтобы напугать его — он переходит в другой режим. Игроку показывается ряд кнопок, которые ему нужно нажимать, а в этот момент контролируемый им персонаж будет пугать роботизированного ребёнка разными способами, заполняя страхометр. В конце (когда заполнен страхометр) игроку нужно «добить» аниматроника нажатием .
Для пополнения счётчика жизней игроку понадобится собирать пакетики чипсов. Также в игре есть специальные жетоны/монеты с изображением Майка и Салли на каждой стороне, которые дают игроку целую дополнительную жизнь. Помимо этих жетонов, в игре также встречаются жетоны с изображением логотипа Корпорации Монстров.
В игре есть три зоны: Город, Пустыня и Арктика. В каждой зоне есть по четыре уровня. Чтобы пройти уровень, нужно получить одну из медалей. Всего в игре три вида медалей: бронзовые, серебряные и золотые. Для получения бронзовой медали, нужно напугать пятерых детей. Для получения серебряной — собрать десять жетонов с изображением логотипа Корпорации Монстров, которые разбросаны по уровням. Наконец, для получения золотой медали нужно напугать всех роботов на уровне. Получение бронзовых медалей на всех уровнях определённой зоны открывает ранее недоступный игроку предмет, который поможет собрать остаток жетонов с логотипом корпорации. После прохождения городской зоны игроку станет доступен батут, а после прохождения пустыни и Арктики игрок разблокирует ускорители и телепорты (англ. flingshot) соответственно.
Также после прохождения каждого уровня игроку даётся возможность просмотреть определённый отрывок из мультфильма «Корпорация монстров», а после прохождения каждой зоны — сразиться в гонке с Рэндаллом, который является злодеем, главным антагонистом из мультфильма. Во время гонки игроку для победы нужно собрать определённое количество жетонов Корпорации Монстров и прийти первым.

## Синопсис
Игра является приквелом к мультфильму. Салли и Майк, после выпуска из университета, были приглашены на Остров Страха компанией Корпорация Монстров, которая является самой уважаемой пугающей компанией в Монстрополисе. На этом острове они пройдут серию испытаний, чтобы понять, достойны ли они быть частью корпорации или нет. В конце игры, после прохождения всех уровней, друзей принимают на работу в Корпорацию.

## Отзывы критиков
Игра получила смешанные отзывы.
| Сводный рейтинг    | Сводный рейтинг |
| Агрегатор          | Оценка          |
| ------------------ | --------------- |
| GameRankings       | 71,44 %         |
| Metacritic         | 65/100          |
| Иноязычные издания |                 |
| Издание            | Оценка          |
| GameSpot           | 5,4 из 10       |
| IGN                | 7,5 из 10       |

## Сноски
Примечания
1. ↑  В Японии для PlayStation игра была издана компанией Tomy.
2. ↑  Также в Европе и Японии игра известна под названиями Monsters, Inc. Scare Island и Monsters Inc. Monster Academy соответственно.

Источники
1. ↑  Корпорация Монстров. Остров страха. Новый Диск. Дата обращения: 12 сентября 2024. Архивировано 7 мая 2021 года.
2. 1 2 3  Davis, Ryan. Рецензия на GameSpot (англ.). www.gamespot.com. GameSpot (17 мая 2006). Дата обращения: 12 января 2020. Архивировано 24 декабря 2019 года.
3. 1 2  Fujita, Mark. Рецензия на IGN (англ.). www.ign.com. IGN (8 ноября 2001). Дата обращения: 12 января 2020. Архивировано 24 декабря 2019 года.
4. ↑  Monsters, Inc. Scream Team for PlayStation (англ.). GameRankings. Дата обращения: 9 декабря 2019. Архивировано из оригинала 9 декабря 2019 года.
5. ↑  Агрегатор рецензий Metacritic (англ.). Metacritic. Дата обращения: 13 января 2020. Архивировано 1 апреля 2019 года.